# Żerkowice (województwo małopolskie)
Żerkowice – wieś w Polsce położona w północnej części województwa małopolskiego, w powiecie krakowskim, w gminie Iwanowice niedaleko rzeki Dłubni. Leży na terenie otuliny Dłubniańskiego Parku Krajobrazowego. Jest to wieś ulicowa o charakterze rolniczym.

## Podział administracyjny
Wieś znajduje się w województwie małopolskim, w powiecie krakowskim, w gminie Iwanowice.
W latach 1975–1998 miejscowość należała administracyjnie do województwa krakowskiego.

## Geografia

### Położenie
Żerkowice leżą na wyżynie krakowsko-częstochowskiej pomiędzy rzeką Dłubnią a Lasem Naramskim. Jest to wieś ulicowa (ulicówka). Ciągnie się ok.  2 km luźno rozrzuconymi zabudowaniami, na wysokości około 322 m n.p.m. W stronę Krasieńca Starego dochodzi do skrzyżowania z ul. Graniczną, a od wschodu graniczy z wsią Maszków.

### Budowa geologiczna
Powierzchnia wsi jest pokryta głównie rędziną. Na terenie wsi występują zlepieńce wapniste z okresu cenomanu.

## Środowisko naturalne

### Przyroda
Okolice miejscowości są porośnięte głównie drzewami liściastymi. Na terenie lasów we wsi występują głównie brzozy i buki. Większe zróżnicowanie drzewostanu występuje w lasach, które porośnięte jest drzewostanem składającym się z takich gatunków drzew jak: brzoza brodawkowata, dąb, klon jawor, czereśnia pospolita, wierzba biała, topola biała, olsza czarna, topola osika, bez czarny i śliwa tarnina. Miejscowe lasy są okryte specjalną ochroną, gdyż znajdują się pod otuliną Dłubniańskiego Parku Krajobrazowego. Łączna powierzchnia obszarów leśnych wynosi ok. 4,66 ha.

## Historia
W 1595 roku wieś położona w powiecie proszowskim województwa krakowskiego była własnością wojewody kijowskiego Konstantego Wasyla Ostrogskiego.

## Demografia
Liczba ludności w Żerkowicach w 2011 r. wynosiła 294 os. z czego 51,7% ludności stanowią mężczyźni, a 48,3% to kobiety. Miejscowość tę zamieszkuje 3,4% mieszkańców całej gminy.

## Religia
Katolicy z Żerkowic należą do parafii Matki Bożej Szkaplerznej w Naramie, którą erygowano w 1918 r. przez biskupa kieleckiego Augustyna Łosińskiego.